# سول (نیوجرسی)
سول (به انگلیسی: Sewell) یک منطقهٔ مسکونی در ایالات متحده آمریکا است که در مانتوا، نیوجرسی واقع شده است. سول ۲۰ متر بالاتر از سطح دریا واقع شده است.